# Стипендия Анкера
Стипендия Анкера (дат. Det anckerske Legat) — грант для заграничных образовательных поездок, предназначенный для датских художников, скульпторов, поэтов и композиторов, выплачиваемый из стипендиального фонда, основанного Карлом Анкером в соответствии с его завещанием в 1857 году и действующего с 1 мая 1861 года.

## История создания стипендиального фонда
После смерти своего отца Карл Анкер унаследовал состояние около 1 млн крон. Неподдельный интерес к искусству, который Анкер испытывал на протяжении всей своей жизни, побудил его выступить в роли мецената. В сентябре 1857 Анкер женился на Августе Фредерикке фон Шульц, но спустя два месяца скончался в возрасте 29 лет от инсульта. Незадолго до своей смерти он составил завещание. В этом завещании указывалось, что если Карл Анкер умрёт без наследников, то половина его состояния переходит к его ближайшим родственникам, а вторая половина — к его жене Августе Фредерикке. Однако, если вдова вступит в повторный брак, то половину своей доли она должна пожертвовать в пользу создания стипендиального фонда, который, по совету своего близкого знакомого М. А. Гольдшмидта, Анкер завещал для поддержки заграничных образовательных поездок датских художников, скульпторов, поэтов и композиторов. В 1860 году Августа Фредерикка вступила в брак с майором Фредериком Штирнхольмом, который умер 25 апреля 1879 года в возрасте 57 лет на посту генерала и начальника Генерального штаба. Сумма доли вдовы Анкера, перешедшая в пользу создания стипендиального фонда, составляла на тот момент 86500 ригсдалеров. Фонд был создан в 1860 году и юридически вступил в силу 1 мая 1861 года, находясь в распоряжении министерства церкви и просвещения.

## Порядок распределения и выплаты стипендии
Первоначально порядок распределения и выплаты стипендии Анкера регламентировался основными Положениями по управлению и распределению средств фонда в редакции от 1 мая 1861 года. В последующие годы этот порядок неоднократно менялся в соответствии с вносимыми поправками в основные Положения. Завещанный капитал в сумме 86500 ригсдалеров приносит доход в виде годовых процентов, как и средства других общественных фондов в целом. В соответствии с основными Положениями фонда от 1 мая 1861 г. годовой процент от эндаументального капитала делился ежегодно на четыре равные части для стипендий на зарубежные образовательные поездки, а именно: одну часть для художника, одну для скульптора, одну для поэта и одну для композитора. Любой, кто однажды получил стипендию, не мог получить её ещё раз. Стипендия выплачивалась два раза в год — 11 июня и 11 декабря двумя равными частями, начиная с июньского семестра 1861 года. Размер стипендии составлял на тот момент 900 ригсдалеров или 1800 датских крон. Поездка, на которую присуждалась стипендия, должна была совершиться в тот же год, в котором причитались проценты и в который выплачивалась стипендия. Поездка должна была предоставляться по крайней мере на такой срок, чтобы пребывание за границей не было короче промежутка времени между двумя сроками, за который стипендиату выплачивалась стипендия. Неиспользованные по каким-либо причинам стипендии перечислялись в резервный фонд. Право отбора стипендиатов было предоставлено завещанием профессору Симонсену и художнику Кьерскоу — для отбора художников, профессорам Йерихау и Биссену — для отбора скульпторов, статскому советнику Хейбергу и профессору Андерсену — для отбора поэтов, профессорам Гаде и Хартману — для отбора композиторов. В случае смерти кого-либо из этих восьми представителей его место замещал преемник, который избирался министерством церкви и просвещения. Так, после смерти Хейберга в 1860 году, его место занял поэт Кристиан Винтер. Далее эти отборщики назначались ежегодно председателем учреждения. Выбор стипендиатов осуществлялся обычным голосованием. Если оба отборщика по каждому из четырёх классов стипендиатов приходили к единодушному мнению, то вопрос закрывался. Если же один из двух представителей был не согласен с другим, то вопрос выносился на голосование среди всех восьми членов отбора. При равенстве их голосов решающим был голос председателя.
16 августа 1907 года министерством церкви и просвещения были внесены изменения в основные Положения, согласно которым периодичность присуждения стипендии увеличивалась с года до полутора лет, начиная с июня 1909 года, при этом первая треть стипендии выплачивалась путешественнику непосредственно перед поездкой, вторая треть через два месяца и последняя треть через пять месяцев.

## Список стипендиатов за 1861—1916 годы
Данный список является полным и составлен в соответствии с архивными материалами.

#### 1861 год
- Йорген Роэд (дат. Jørgen Roed) (1808—1888), художник.
- Харальд Конрадсен (дат. Harald Conradsen) (1817—1905), скульптор и медальер.
- Кристиан Рихард (дат. Christian Richardt) (1831—1892), писатель.
- Йорген Маллинг (дат. Jørgen Malling) (1836—1905), композитор.

#### 1862 год
- Иоган Вильгельм Гертнер (дат. J.V. Gertner ) (1818—1871), художник.
- Фредерик Вермерен (дат. Fr. Vermehren ) (1823—1910), художник.
- Кристиан Арентцен (дат. Kristian Arentzen ) (1823—1899), писатель, литературовед и педагог.
- Готтфрид Маттисон-Хансен (дат. Gottfred Matthison-Hansen ) (1832—1909), органист и композитор.

#### 1863 год
- Фредерик Роде (дат. Frederik Rohde) (1816—1886), художник.
- Карл Фредерик Хольбек (дат. C.F. Holbech) (1811—1880), скульптор.
- Карл Андерсен (дат. Carl Andersen) (1828—1883), писатель.
- Й. П. Карстенсен (дат. J.P. Carstensen) (1833—1893).

#### 1864 год
- Карл Фредерик Сёренсен (дат. C.F. Sørensen) (1818—1879), художник-маринист.
- Фредерик Кристиан Страмбо (дат. F.C. Stramboe) (1833—1908), скульптор.
- Ханс Вильхельм Колунн (дат. H.V. Kaalund) (1818—1885), поэт.
- Йозеф Август Эдуард Фридрих Глэсер (дат. Joseph Glæser) (1835—1891), органист и композитор.

#### 1865 год
- Йорген Валентин Сонне (дат. Jørgen Sonne) (1801—1890), художник.
- Отто Фредерик Теобальд Эвенс (дат. O. Evens) (1826—1895), скульптор.
- Кристиан Кнуд Фредерик Мольбек (дат. Chr. K.F. Molbech) (1821—1888), поэт.
- Георг Карл Больман (дат. G.C. Bohlmann) (1838—1920), композитор.

#### 1866 год
- Кристиан Андреас Шлейснер (дат. C.A. Schleisner) (1810—1882), художник.
- Андреас Колберг (дат. Andreas Kolberg) (1817—1869), скульптор.
- Аталия Шварц (дат. Athalia Schwartz) (1821—1871), писательница, журналистка и просветительница. Известна также под псевдонимом Hieronymus.
- Кристиан Фредерик Эмиль Хорнеман (дат. C.F.E. Horneman) (1840—1906), композитор.

#### 1867 год
- Давид Монис (дат. David Monies) (1812—1894), художник.
- Кристиан Готтлиб Вильхельм Биссен (дат. Vilhelm Bissen) (1836—1913), скульптор.
- Йохан Карл Кристиан Бросбёлль (дат. Carl Brosbøll (Carit Etlar)) (1816—1900), писатель, автор приключенческих романов. Писал под псевдонимом Карит Этлар.
- Эмиль Хартман (дат. Emil Hartmann) (1836—1898), композитор и органист.

#### 1868 год
- Хейнрих Хансен (дат. Heinrich Hansen) (1821—1890), художник.
- Карл Кристиан Эрнст Хартманн (дат. Carl Hartmann) (1837—1901), скульптор.
- Вильхельм Йорген Бергсё (дат. Vilhelm Bergsøe) (1835—1911), писатель, поэт, натуралист, нумизмат.
- Софус Вигго Харальд Калхауге (дат. Viggo Kalhauge) (1840—1905), органист и композитор.

#### 1869 год
- Петер Кристиан Тамсен Сковгор (дат. P.C. Skovgaard) (1817—1875), художник-пейзажист.
- Август Соби (дат. August Saabye) (1823—1916), скульптор.
- Оле Кристиан Лунд (дат. O.C. Lund) (1829—1896), поэт.
- Август Видинг (дат. August Winding) (1835—1899), пианист и композитор.

#### 1870 год
- Нильс Симонсен (дат. Niels Simonsen), (1807—1885), художник, гравёр и скульптор.
- Кристиан Карл Петерс (дат. C.C. Peters) (1822—1899), скульптор.
- Фредерик Палудан-Мюллер (дат. Fr. Paludan-Müller) (1809—1876), поэт и писатель.
- Густав Адольф Петер Лембке (дат. G.A. Lembcke) (1844—1899), пианист, скрипач и композитор.

#### 1871 год
- Вильям Хаммер (дат.  William Hammer) (1821—1889), художник, мастер натюрморта.
- Луис Хассельрис (дат.  Louis Hasselriis) (1844—1912), скульптор.
- Хотер Толлерлунд (дат.  Hother Tolderlund) (1820—1880), поэт. Дебютировал под псевдонимом Viggo Lund.
- Эмилио Вильхельм Рамсё (дат.  E.W. Ramsøe) (1837—1895), композитор, музыкант и дирижёр.

#### 1872 год
- Клаус Антон Кёлле (дат.  C.A. Kølle) (1827—1872), художник-пейзажист. Получил грант, но не использовал его.
- Август Шьётт (дат.  August Schiøtt) (1823—1895), художник-портретист.
- Эрик Бёг (дат.  Erik Bøgh) (1822—1899), писатель, театральный режиссёр, редактор.
- Юлиус Андреас Бекгор (дат.  Julius Bechgaard) (1843—1917), композитор фортепианных пьес, песен и опер.

#### 1873 год
- Константин Хансен (дат.  Constantin Hansen) (1804—1880), художник.
- Карл Нойман (дат.  Carl Neumann) (1833—1891), художник-маринист.
- Антон Нильсен (дат.  Anton Nielsen), (1827—1897), писатель.
- Карл Людвиг Герлах (дат.  Carl Ludvig Gerlach) (1832—1893), композитор и оперный певец.

#### 1874 год
- Фредерик Кристиан Лун (дат.  F.C. Lund) (1826—1901), исторический и жанровый художник.
- Отто Дидерик Оттесен (дат.  O.D. Ottesen) (1816—1892), художник, мастер натюрморта.
- Август Бурнонвиль (дат.  August Bournonville) (1805—1879), балетмейстер, хореограф, педагог.
- Йохан Адам Кригелл (дат.  Johan Adam Krygell) (1835—1915), композитор и органист.

#### 1875 год
- Георг Эмиль Либерт (дат.  G. Emil Libert) (1820—1908), художник.
- Карл Фредерик Огор (дат.  C.F. Aagaard) (1833—1895), художник-пейзажист.
- Корнелия фон Леветцов (дат.  Cornelia v. Levetzow) (1836—1921), писательница.
- Хольгер Даль (дат.  Holger Dahl) (1850—1916), музыкант.

#### 1876 год
- Эйлер Расмуссен Эйлерсен (дат.  E. Rasmussen Eilersen) (1827—1912), художник-пейзажист.
- Фердинанд Эдвард Ринг (дат.  F.E. Ring) (1829—1886), скульптор.
- Хольгер Драхман (дат.  Holger Drachmann) (1846—1908), писатель.
- Вильхельм Кристиан Хольм (дат.  Vilhelm Holm) (1820—1886), композитор.

#### 1877 год
- Карл Годфред Вюртцен (дат.  Carl Würtzen) (1825—1880), художник-пейзажист.
- Карл Вильхельм Даниэль Рол-Смит (дат.  Carl Rohl-Smith) (1848—1900), скульптор.
- Софус Кристиан Фредерик Скандорф (дат.  Sophus Schandorph) (1836—1901), писатель.
- Фредерик Рунг (дат.  Frederik Rung) (1854—1914), композитор и дирижёр.

#### 1878 год
- Хенрик Ольрик (дат.  Henrik Olrik) (1830—1890), художник и скульптор.
- Йенни Хелена Катинка Кондруп (дат.  Cathinka Kondrup) (1851—1927), скульптор.
- Йенс Петер Якобсен (дат.  J.P. Jacobsen) (1847—1885), писатель.
- Петер Эразм Ланге-Мюллер (дат.  P.E. Lange-Müller) (1850—1926), композитор и пианист.

#### 1879 год
- Ханс Йорген Хаммер (дат.  H.J. Hammer) (1815—1882), художник.
- Йоаким Бекер Смит (дат.  Joachim Becher Smith) (1851—1926), скульптор.
- Карл Бансон (дат.  Carl Bahnson) (1845—1917), писатель.
- Зигфрид Ланггор (дат.  Siegfried Langgaard) (1852—1914), композитор, пианист и музыкальный педагог.

#### 1880 год
- Вильхельм Розенстанд (дат.  Vilhelm Rosenstand) (1838—1915), художник и иллюстратор.
- Аксель Фредерик Пакт (дат.  Axel Frederik Pacht) (1847—1898), скульптор.
- Рудольф Шмидт (дат.  Rudolf Schmidt) (1836—1899), писатель.
- Юлиус Стенберг (дат.  Julius Steenberg) (1830—1911), оперный певец.

#### 1881 год
- Симон Симонсен (дат.  Simon Simonsen) (1841—1928), художник.
- Георг Кристиан Фроинд (дат.  Georg Christian Freund) (1821—1900), скульптор.
- Эрнст Фредерик Вильхельм фон дер Рекке (дат.  Ernst v.d. Recke) (1848—1933), писатель.
- Леопольд Розенфельд (дат.  Leopold Rosenfeld) (1849—1909), композитор.

#### 1882 год
- Кристиан Сартман (дат.  Kristian Zahrtmann) (1843—1917), художник.
- Йоханнес Гелерт (дат.  Johannes Gelert) (1852—1923), скульптор.
- Чарльз Гандруп (дат.  Charles Gandrup) (1847—1911), писатель.
- Август Фредерик Александер Скоусбу (дат.  A.F.A. Schousboe) (1857—1898), пианист-виртуоз.

#### 1883 год
- Эдвард Фредерик Петерсен (дат.  Edvard Petersen) (1841—1911), художник.
- Андреас Паульсен (дат.  Andreas Paulsen) (1836—1915), скульптор.
- Карл Маркман (дат.  Carl Markman) (1840—1894), писатель.
- Виктор Бендикс (дат.  Victor Bendix) (1851—1926), композитор, пианист и дирижёр.

#### 1884 год
- Ханс Оле Брасен (дат.  H.O. Brasen) (1849—1930), художник.
- Йоханнес Хофман (дат.  Johannes Hoffmann) (1844—1920), скульптор.
- Ханс Кристиан Петер Хансен (дат.  P. Hansen) (1840—1905), писатель. Псевдонимы: Cabiro, Zodiacus.
- Людвиг Шитте (дат.  Ludvig Schytte) (1848—1909), композитор и пианист.

#### 1885 год
- Августа Долман (дат.  Augusta Dohlmann) (1847—1914), художница.
- Юлиус Вильхельм Шульц (дат.  Julius Schultz) (1851—1924), скульптор и медальер.
- Карл Кристиан Леопольд Гетер Будде (дат.  L. Budde) (1836—1902), писатель.
- Густав Карл Хельстед (дат.  Gustav Helsted) (1857—1924), органист и композитор.

#### 1886 год
- Карл Лохер (дат.  Carl Locher) (1851—1915), художник-маринист.
- Карл Вильхельм Олаф Петер Орслеф (дат.  C. Aarsleff) (1852—1918), скульптор.
- Карл Гьеллеруп (дат.  Karl Gjellerup) (1857—1919), писатель.
- Конрад Ёохан Бартольди (дат.  Johan Bartholdy) (1853—1904), органист, композитор и дирижёр.

#### 1887 год
- Теодор Эсберн Филипсен (дат.  Theodor Philipsen) (1840—1920), художник.
- Йохан Карл Хенрик Теобальд Стейн (дат.  Th. Stein) (1829—1901), скульптор.
- Арне Эйнар Кристиансен (дат.  Einar Christiansen) (1861—1939), драматург и театральный деятель.
- Роберт Мартин Хенрикус (дат.  Robert Henriques) (1858—1914), музыкант и писатель.

#### 1888 год
- Микаэль Анкер (дат.  Michael Ancher) (1849—1927), художник.
- Аксель Хансен (дат.  Aksel Hansen) (1853—1933), скульптор.
- Херман Фредерик Эвальд (дат.  H.F. Ewald) (1821—1908), писатель, автор исторических романов.
- Август Энна (дат.  August Enna) (1859—1939), композитор, скрипач и дирижёр.

#### 1889 год
- Эрик Хеннингсен (дат. Erik Henningsen) (1855—1930), художник.
- Расмус Андерсен (дат. Rasmus M. Andersen) (1861—1930), скульптор.
- Альфред Ипсен (дат.  Alfred Ipsen) (1852—1922), писатель.
- Луи Кристиан Август Гласс (дат. Louis Glass) (1864—1936), композитор и музыкальный педагог.

#### 1890 год
- Аксель Теофилус Хельстед (дат.  Axel Helsted ) (1847—1907), художник.
- Сёрен Мадсен (дат.  Søren Madsen) (1861—1890), скульптор. Скончался перед путешествием.
- Хенрик Понтоппидан (дат.  Henrik Pontoppidan) (1857—1943), писатель.
- Карл Нильсен (дат.  Carl Nielsen) (1865—1931), композитор.

#### 1891 год
- Кристиан Сако (дат.  Christian Zacho) (1843—1913), художник-пейзажист.
- Йеремиас Кристенсен (дат. Jeremias Christensen) (1859—1908), скульптор.
- Отто Карл Кристиан Фёнсс (дат.  Otto C. Fønss) (1853—1922), поэт.
- Вальдемар Фини Хенрикус (дат.  Fini Henriques) (1867—1940), композитор и скрипач.

#### 1892 год
- Торвальд Симеон Нисс (дат. Thorvald Niss) (1842—1905), художник.
- Ункас Андреас Фредерик Хаммелеф (дат. Frederik Hammeleff) (1847—1916), скульптор.
- Йохан Хольм Хансен (дат. Johan Holm Hansen) (1841—1920), актёр и писатель.
- Альфред Тоффт (дат. Alfred Tofft) (1865—1931), композитор.

#### 1893 год
- Антон Эрик Кристиан Торенфельд (дат.  A. Thorenfeld) (1839—1907), художник.
- Нильс Хансен Якобсен (дат.  Niels Hansen Jacobsen) (1861—1941), скульптор и керамист.
- Карл Хальфдан Эдуард Ларсен (дат.  Karl Larsen) (1860—1931), писатель.
- Вильхельм Розенберг (дат.  Vilhelm Rosenberg) (1862—1944), музыкант.

#### 1894 год
- Ханс Андерсен Бреннекилле (дат.  H.A. Brendekilde) (1857—1942), художник.
- Аннерс Буннгор (дат.  Anders Bundgaard) (1864—1937), скульптор.
- Вильхельм Эстергор (дат.  Vilhelm Østergaard) (1852—1928), писатель.
- Х. Хаман (дат.  H. Hamann) (р. 1874).

#### 1895 год
- Ханс Николай Хансен (дат.  Hans Nikolaj Hansen) (1853—1923), художник и рисовальщик.
- Ханс Гю Петерсен (дат.  Hans Gyde Petersen) (1862—1943), скульптор и художник-пейзажист.
- Теобальд Эдвард Юлиус Блаумюллер (дат.  Edvard Blaumüller) (1851—1911), писатель.
- Аксель Вильхельм Гаде (дат.  Axel W. Gade) (1860—1921), скрипач, композитор и музыкальный педагог.

#### 1896 год
- Карл Кристиан Фердинанн Венторф (дат.  Carl Wentorf) (1863—1914), художник.
- Расмус Харбо (дат.  Rasmus Harboe) (1868—1952), скульптор.
- Оскар Йоханнес Мадсен (дат.  Oscar Madsen) (1866—1902), писатель.
- Софус Кристиан Даннинг (дат.  Christian Danning) (1867—1925), композитор и дирижёр.

#### 1897 год
- Янус ла Кур (дат.  Janus la Cour) (1837—1909), художник.
- Рудольф Тейнер (дат.  Rudolph Tegner) (1873—1950), скульптор.
- Карл Эвальд (дат.  Carl Ewald) (1856—1908), писатель.
- Аксель Карл Вильям Граньен (дат.  Axel Grandjean) (1847—1932), композитор и дирижёр.

#### 1898 год
- Вигго Йохансен (дат.  Viggo Johansen) (1851—1935), художник.
- Карл Йохан Боннесен (дат.  C.J. Bonnesen) (1868—1933), скульптор.
- Вальдемар Рёрдам (дат.  Valdemar Rørdam) (1872—1946), поэт и писатель.
- Георг Вальдемар Хёберг (дат.  Georg Høeberg) (1872—1950), композитор и дирижёр.

#### 1899 год
- Лауриц Андерсен Ринг (дат.  L.A. Ring) (1854—1933), художник.
- Кнуд Гуннар Йенсен (дат.  Gunnar Jensen), (1863—1948), скульптор и медальер.
- Йенс Йоханнес Йоргенсен (дат.  Johannes Jørgensen) (1866—1956), писатель, поэт и публицист.
- Артур Иван Аллин (дат.  Arthur Allin) (1847—1926), скрипач, органист, дирижёр и композитор.

#### 1900 год
- Агнес Слот-Мёллер (дат.  Agnes Slott-Møller) (1862—1937), художница.
- Лауриц Йенсен (дат.  Lauritz Jensen) (1859—1935), скульптор.
- Людвиг Детлеф фон Гольштейн (дат.  Ludvig Holstein) (1864—1943), писатель, поэт и философ.
- Ф. Хемме (дат.  F. Hemme) (1871—1961).

#### 1901 год
- Карл Педер Август Шлихтинг-Карлсен (дат.  Carl Schlichting-Carlsen) (1852—1903), художник-пейзажист.
- Теодор Антон Эмануэль Эдельман Кристенсен (Тод Эдельман) (дат.  Thod Edelmann) (1856—1937), скульптор.
- Густав Фредерик Эсман (дат.  Gustav Esmann) (1860—1904), журналист и писатель.
- Хакон Бёрресен (дат.  Hakon Børresen) (1876—1954), композитор. Поездку совершил в 1902 г.

#### 1902 год
- Вальдемар Ирмингер (1850—1938), художник.
- Анна Мари Карл-Нильсен (дат.  Anne Marie Carl Nielsen) (1863—1945), скульптор.
- Петер Андреас Плюм Розенберг (дат.  Peter Andreas Plum Rosenberg) (1858—1935), писатель.
- Ф. Й. Виль-Ланге (дат.  F.J. Wiel-Lange) (1849—1925)

#### 1903 год
- Карл Кристиан Фредерик Якоб Томсен (дат.  Carl Thomsen) (1847—1912), художник.
- Ханс Педер Педерсен-Дан (дат.  Hans Peder Pedersen-Dan) (1859—1939), скульптор.
- Софус Микаэлис (дат.  Sophus August Berthel Michaëlis) (1865—1932), писатель, поэт и драматург.
- Людвиг Биркедаль-Барфод (дат.  Ludvig Birkedal-Barfod) (1850—1937), композитор и органист.

#### 1904 год
- Йозеф Теодор Хансен (дат.  Josef Theodor Hansen) (1848—1912), архитектурный художник и иллюстратор.
- Людвиг Браннструп (дат.  Ludvig Brandstrup) (1861—1935), скульптор.
- Лауридс Брун (дат.  Laurids Bruun) (1864—1935), писатель.
- Ханс Педер Педерсен-Дан (дат.  A.J. Eggers) (1859—1919).

#### 1905 год
- Карл Вильхельм Холсё (дат.  Carl Holsøe) (1863—1935), художник.
- Аксель Тильсон Лохер (дат.  Axel Thilson Locher) (1879—1941), скульптор.
- Петер Эггерт Бенсон (дат.  Peter Eggert Benzon) (1857—1925), писатель.
- Аксель Теодор Схиэлер (дат.  Axel Theodor Schiøler) (1872—1930), скрипач, композитор и дирижёр.

#### 1906 год
- Отто Хаслунд (дат. Otto Haslund) (1842—1917), художник.
- Карл Хансен Райструп (дат. Karl Hansen Reistrup) (1863—1929), скульптор, иллюстратор и керамист.
- Йеппе Окьер (дат. Jeppe Aakjær) (1866—1930), поэт и романист.
- Софус Андерсен (дат.  Sophus Andersen) (1859—1923), композитор и музыкальный критик.

#### 1907 год
- Нильс Педерсен Мольс (дат.  Niels Pedersen Mols) (1859—1921), художник-анималист и пейзажист.
- Нильсина Каролина Петерсен (дат.  Nielsine Petersen) (1853—1916), скульптор.
- Лауриц Кристиан Нильсен (дат.  L.C. Nielsen) (1871—1930), писатель и редактор.
- Карл Хенрик Людольф Нильсен (дат.  Ludolf Nielsen) (1876—1939), композитор, дирижёр, скрипч и пианист.

#### 1908 год
В этот год стипендия не распределялась, так как интервал распределения увеличился до полутора лет. Последующие выплаты были назначены на июнь 1909, затем на декабрь 1910. Эти изменения произошли в связи с поправками к третьему и пятому параграфам основных Положений правления фонда в редакции от 16 августа 1907 года.

#### 1909 год
(в июле)
- Харальд Слот-Мёллер (дат. Harald Slott-Møller) (1864—1937), художник.
- Карл Мартин-Хансен (дат. Carl Martin-Hansen) (1877—1941), скульптор.
- Герман Банг (дат. Herman Joachim Bang) (1857—1912), писатель, критик, журналист и деятель театра. Стипендия так и не была выплачена, несмотря на неохотное продление министерством крайнего срока поездки ещё на полтора года — до января 1912 г.
- Камилло Карлсен (дат. Camillo Carlsen) (1876—1948), композитор.

#### 1910 год
Номинация состоялась в декабре 1910, выплаты в январе 1911.

#### 1911 год
(в январе)
- Петер Альфред Скоу (дат. P.A. Schou) (1844—1914), художник.
- Томас Вильхельм Бэрентцен (дат. Thomas Bærentzen) (1869—1936), скульптор.
- Свен Ланге (дат. Sven Lange) (1868—1930), драматург, редактор, переводчик, литературный и театральный критик.
- Роджер Хенриксен (дат. Roger Henrichsen) (1876—1926), композитор и пианист.

#### 1912 год
- Фриц Сиберг (дат. Fritz Syberg) (1862—1939), художник и иллюстратор.
- Ингеборг Плокросс Ирмингер (дат. Ingeborg Plockross-Irminger) (1872—1962), скульптор.
- Кнуд Йортё (дат. Knud Hjortø) (1869—1931), писатель; Йоханнес Вильхельм Йенсен (дат. Johannes V. Jensen) (1873—1950), писатель и поэт, лауреат Нобелевской премии по литературе (1944). Вторая стипендия для второго писателя была сформирована из оставшихся неизрасходованных средств, предназначавшихся Герману Бангу (см. 1909 год) после его смерти в январе 1912 г.
- Петер Йоргенсен Грам (дат. Peder Gram) (1881—1956), композитор и органист.

#### 1913 год
- Ханс Матиас Хольтен Даль (дат. Hans Dall) (1862—1920), художник-пейзажист.
- Йенс Лунд (дат. Jens Lund) (1873—1946), скульптор и реставратор-консерватор.
- Харальд Кид (дат. Harald Kidde) (1878—1918), писатель.
- Эмилиус Бангерт (дат. Emilius Bangert) (1883—1962), композитор, органист и профессор.

#### 1915 год
- Эйнар Нильсен (дат. Ejnar Nielsen) (1872—1956), художник и иллюстратор.
- Чарльз Линдстрём (дат. Charles Lindstrøm) (1867—1938), скульптор.
- Хельге Роде (дат. Helge Rode) (1870—1937), писатель и критик.
- Людвиг Хольм (дат. Ludvig Holm) (1858—1928), скрипач и композитор.

#### 1916 год
- Эйлер Сёренсен (дат. Eiler Sørensen) (1869—1953), художник.
- Эдвард Эриксен (дат. Edvard Eriksen) (1876—1959), скульптор.
- Мартин Андерсен-Нексё (дат. Martin Andersen Nexø) (1869—1954), писатель.
- Руд Ланггор (дат. Rued Langgaard) (1893—1952), композитор и органист.